# 國產凌凌漆
《國產凌凌漆》（英語：From Beijing with Love），臺灣片名《凌凌漆大戰金鎗客》，是一部於1994年上映的香港喜劇電影，由周星馳與李力持共同執導，周星馳、袁咏仪和罗家英等主演。劇情講述一個中國落魄特工勇破強敵，尋回國寶的故事；本片刻意戲仿及惡搞經典電影《詹姆士·龐德》（007）系列中的《鐵金剛大戰金槍客》。周星馳及罗家英分別獲提名1995年第14屆香港電影金像獎最佳男主角和最佳男配角。
由於電影內容含有戲仿中國大陸法治的桥段，諷刺中共时弊，受到政治審查，故「完整版」於中國大陸的電視臺禁播，但节选的一些没有讽刺内容的片段可在电视上播出。

## 劇情
槍法不濟的凌凌漆（周星馳飾）智商不高、個子矮小，在特工前輩「達聞西」（羅家英飾）的提携下才順利地當上了後備特工。一直被情報局冷待的凌凌漆只好在深圳市隱身市井，假扮豬肉販子長達十年，生活拮据，就連嫖妓都付不起錢，試圖用豬肉來抵帳。
中國国宝暴龍头骨化石被神秘並且刀槍不入的恐怖分子「金鎗人」劫走，國家第一特工「凌凌義」（于榮光飾）因被金鎗人的特製金鎗子彈射殺而殉職。國務院總理對此感到震驚，因此指派解放軍南方軍區司令（黃錦江飾）找回，南方司令偶然從「淘汰特工名冊」中看上凌凌漆，派他前往香港執行任务。達聞西把凌凌漆帶到情報局後，給予凌凌漆一些自行發明的無用道具，南方司令則給予凌凌漆一筆購買西裝用的錢財。由於恐龍头骨在瀋陽市遺失，瀋陽軍區的陳司令（葉進飾）也應該負責，他找上南方司令並對他大發雷霆，質疑南方司令包庇歹徒，故意派無能的凌凌漆查辦案件。陳司令為了雪恥而準備從瀋陽派遣最強特工來尋回國寶，南方司令希望陳司令不要涉足此案，陳司令不以為然，結果南方司令示意一旁貌似秘書的特工李香琴（袁詠儀飾）以鉛筆貫穿陳司令頭部，再用金鎗的噴火功能把陳司令的遺體燒掉。原來南方司令就是金鎗人，他密謀把案件嫁禍給香港私梟賴有為（梁克遜飾），並命令香琴在香港殺死凌凌漆。
凌凌漆奉命到達香港後與香琴會合，初識時凌凌漆的古怪舉動和道具讓香琴覺得他是傻瓜。兩人一同外出，在購物中心遇到三名來自湖南省（台版為山東濟南）的搶匪，搶匪開槍搶劫珠寶店，殺死數人，還挾持凌凌漆，當凌凌漆目睹他們殘忍射殺一名男童的父親後，凌凌漆使出殺豬刀和飛刀的真本領了結了三人，還表示要包白包給死者，這些都改善了香琴對他的印象。不久，凌凌漆到賴有為的別墅參加派對，尋找恐龍化石，卻只竊聽到了排骨湯食譜與足球賽（台版為棒球賽）轉播，一事無成。此時香琴執行命令欲刺殺凌凌漆並嫁禍賴有為，為了狙擊他而叫他坐在泳池旁的鋼琴前，結果凌凌漆竟流暢地彈起鋼琴並模仿張學友唱起有關香琴母親的歌曲李香蘭，讓香琴一時下不了手。後來派對上出現「金牙佬」（鄭祖飾）與「愛美神」（陳寶蓮飾）這兩名身手不凡的殺手攻擊凌凌漆，被凌凌漆飛刀打退，香琴回過神來開始狙擊凌凌漆，凌凌漆一度逃離，卻又回到開闊空間的樹叢旁，結果身中香琴數槍。
以為完成任務的香琴欲開車離開，突然發現凌凌漆也跟著上車，原來他穿了防彈衣，但是左大腿有中彈。香琴正打算補槍，凌凌漆卻把剛剛在樹叢摘的白玫瑰送給她，這是之前香琴說過最想收到的禮物。大受感動的香琴於是載凌凌漆回家急救，在大失血的凌凌漆的指引下取出腿中的子彈，這期間沒被麻醉的凌凌漆是靠看A片轉移注意力。正當香琴開心擁抱脫離險境的凌凌漆時，凌凌漆從子彈型號發現香琴就是狙擊手，香琴坦白交代後凌凌漆捨不得報復她，只能身心俱疲地隻身離去。之後不久「愛美神」化妝成凌凌漆的樣子成功劫持香琴，與「金牙佬」一起去找尋金鎗人，原來「金牙佬」與「愛美神」是瀋陽軍區陳司令手下的特工。
凌凌漆回到中國大陸的情報局欲反映遭同伴暗算，卻被南方司令誘騙到刑場，並且目睹多名死囚冤枉地死於步鎗與火箭筒之下。此時「金牙佬」與「愛美神」也來到情報局打算為上司報仇，金鎗客（南方司令）欲把他們帶來的香琴殺死滅口，使香琴也憤而反抗金鎗客。激烈交鋒後「金牙佬」與「愛美神」都慘死在金鎗之下，香琴也危在旦夕。此時凌凌漆突然出現，原來他在即將被處決時，僅用了100元人民幣便成功賄賂了行刑隊隊長，行刑隊不但沒有處決凌凌漆，還把他鬆綁及放走，凌凌漆在離開刑場前還跟行刑隊長官和隊員一起抽菸，殷殷話別，互道珍重。在凌凌漆與金鎗客決戰前夕，達聞西欲助凌凌漆一臂之力，卻被金鎗客槍擊受傷。最後，凌凌漆還是拿出豬肉刀，以獨樹一格的刀法斬殺金鎗人，奪回了失竊的國寶。
凌凌漆抱得美人歸，與香琴雙宿雙棲之後，沒有回情報局，而是繼續在深圳的市場當豬肉販子，但他砧板上的殺豬刀得到黨國元老小平先生的題字「民族英雄」。

## 演員
| 演員   | 角色                 | 粵語配音 | 背景                                                                                               |
| 周星驰 | 凌凌漆               |          | 被中共淘汰已久的後備特工，當了默默無聞的肉贩十年，表面上智商不高，身手也是三腳貓，但刀法天下第一。 |
| 袁詠儀 | 李香琴               |          | 漢奸李香蘭的女兒，由於全家被殺光。自小被司令收留，充當其殺手。                                     |
| 黃錦江 | 南方司令／金鎗人     |          | 中國人民解放軍陸軍上將，南方軍區司令，在瀋陽劫走了國寶暴龍頭骨化石，同時又收到總理命令要找回化石。 |
| 羅家英 | 達聞西               |          | 十年前訓練凌凌漆的特工，一名坎坷的菜贩；同時是一名發明家，終極武器「要你命三千」研發者。           |
| 鄭祖   | 瀋陽男特工（金牙佬） | 陳永信   | 陳將軍的部下，負責追查被竊的化石，身體接受了改造，絕招「鐵甲飛拳」。                               |
| 陈宝莲 | 瀋陽女特工（愛美神） | 黃鳳英   | 陳將軍的部下，負責追查被竊的化石，絕招「高熱火焰」。                                               |
| 黃一飛 | 政治犯               |          | 盲人（臺灣版為文盲），被誣告偷看國防機密，判處鎗決。                                               |
| 梁思浩 | 政治犯               |          | 自稱情報局陳局長的儿子，判處鎗決。                                                                 |
| 鄧兆尊 | 政治犯               |          | 自稱情報局陳局長的儿子，判處鎗決。                                                                 |
| 李力持 | 政治犯               | 陳永信   | 鐵腿水上飄裘千仭後人，武功蓋世，絕招「鐵腿水上飄」，欲以輕功逃離刑場時被火箭筒擊殺。               |
| 曾守明 | 大圈仔劫匪的老大     |          | 由湖南（臺灣版是濟南）來香港打劫。                                                                 |
| 盧國偉 | 站岗士兵             |          | |
| 古明華 | 行刑隊隊長           |          | 負責領導部下，執行鎗決。                                                                           |
| 葉 進  | 陳司令               |          | 中國人民解放軍陸軍上將，瀋陽軍區司令，負責運送暴龍頭骨化石。化石被竊後派出手下追查。               |
| 鄒義訓 | 餐館服務員           |          | |
| 李健仁 | 旅館經理             | 曾秀清   | 「麗晶大賓館」經理兼本地妓女。                                                                     |
| 榮光   | 凌凌義               | 陳 欣    | 國家一級特務，被金槍人所殺。                                                                       |
| 黃老邪 | 攝影藝術家           | 高翰文   | 在商場的豆腐店拍下凌凌漆和李香琴的照片。                                                           |
| 白玉嬌 | 妓女                 |          | 向凌凌漆討要過夜費，文采過人的妓女。                                                               |
|        | 杜鵑                 |          | 司令部性感女秘書。                                                                                 |
| 梁小熊 | 德仔之父             |          | 與兒子「德仔」在商場遇上珠寶店劫案而罹難。                                                         |
| 梁克遜 | 賴有為               |          | 香港走私大王。                                                                                     |
| 羅國維 | 行刑隊員             |          | |

## 製作

### 取景地
- 元朗石崗軍營[5]：中國人民解放軍瀋陽第一軍區空軍基地
- 尖沙咀麗晶酒店外面、鷹君酒店酒店大堂（今香港朗廷酒店）[6]：麗晶酒店
- 銅鑼灣皇室堡[7]：湖南匪徒打劫金行的皇室堡商場
- 荃灣禾笛街25號[8]：麗晶大賓館

### 軍備武器
- 電影拍攝的年代，香港仍在英治時期，故此片中出現了部份英軍的裝備。例如韋斯克斯HC2直升機， Land Rover Series III（英语：Land Rover Series#Series III）88四輪驅動軍車及Bedford TK（英语：Bedford TK）4x4卡車等。
- 本片中的「UFO來福槍」實為斯泰爾AUG突擊步槍。
- 本片中的「點224痰罐仔子彈」實為5.56 × 45毫米北約子彈。
- 本片當中行刑隊使用解放軍的56式自動步槍以及69式火箭筒。

### 表達手法
- 在劇情中，凌凌漆的人員機密檔案，戶籍證編號是AK47007，生日是64年6月4日，職業為販賣豬肉，智能與反應力等測試成績皆為丙或丁，被列為後備特務人員。
- 羅家英飾演的「達聞西」改自「達文西」，也就是達芬奇，现实中的達文西是促进人类进步的伟大发明家和艺术家，而国产的達聞西只是个精神病菜贩。「西」在粵語中俗指女性生殖器官，所以「達聞西」強調不要叫他「聞西」，要叫他全名。
- 達聞西發明的「太陽能手電筒」需要在有光的情況下才可使用，但既然有光就已經不需要電筒，因此這個發明實際上毫無用處，此詞後來亦廣泛代指一些沒用的事物。
- 達聞西的「超級武器霸王」——「攞你命3000」（「取你命3000」）。
- 「蠱惑的槍」名字由谷德昭改，而槍的前後發射，是劉德華看了印度電影後，向周星馳介紹的意念。
- 片中凌凌漆因中子彈而需要在沒有麻醉藥的情況下進行手術，模仿關雲長下棋刮骨療傷，用1985年推出的美國經典色情電影《春潮爛漫海棠紅》（Educating Mandy）來麻醉自己。
- 在劇情內，講凌凌漆的大腿中槍，李香琴為他鑿出子彈時，凌凌漆要求李香琴與他聊天以分散注意力，李香琴提出了一條數學題問：「有個農場，雞嘅數目係鴨嘅4倍，鴨比豬少9隻，鴨加埋豬嘅總和係67，咁成個農場加埋有幾多隻腳？」（有個農場，雞的數目是鴨的4倍，但鴨比豬少9隻，鴨加上豬總合為67，請問整個農場的動物加起來腳共有多少隻？）[9]

## 軼事
資深導演王晶在他的Youtube個人頻道《王晶笑看江湖》中，提到女演員白韻琹曾參演《國產凌凌漆》，並表示她「拍了很多場，拍了很多天」，但戲份最後被完全刪剪，令該電影片長只有七十幾分鐘，需要透過拖長片尾字幕，以滿足合約中的片長要求。王晶未有透露白韻琹與周星馳之間到底發生何事而令白韻琹的戲份被全部抽起，亦未有透露白韻琹在劇中飾演甚麼角色。

## 獎項
| 頒獎典禮                  | 獎項       | 名單   | 結果 |
| ------------------------- | ---------- | ------ | ---- |
| 第14屆香港電影金像獎      | 最佳男主角 | 周星馳 | 提名 |
| 第14屆香港電影金像獎      | 最佳男配角 | 羅家英 | 提名 |
| 第1屆香港電影評論學會大獎 | 最佳男演員 | 周星馳 | 提名 |

## 外部連結
- 香港影庫上《國產凌凌漆》的資料（繁體中文）
- 開眼電影網上《國產凌凌漆》的資料（繁體中文）
- 豆瓣电影上《國產凌凌漆》的資料 （简体中文）
- 时光网上《國產凌凌漆》的資料（简体中文）
- AllMovie上《國產凌凌漆》的资料（英文）
- 爛番茄上《國產凌凌漆》的資料（英文）
- 互联网电影数据库（IMDb）上《國產凌凌漆》的资料（英文）